# Чичеу
Чичеу (рум. Ciceu) — село у повіті Харгіта в Румунії. Адміністративний центр комуни Чичеу.
Село розташоване на відстані 220 км на північ від Бухареста, 5 км на північний захід від М'єркуря-Чука, 84 км на північ від Брашова.

## Населення
За даними перепису населення 2002 року у селі проживали 2484 особи.
Національний склад населення села:
| Національність | Кількість осіб | Відсоток |
| -------------- | -------------- | -------- |
| угорці         | 2454           | 98,8%    |
| румуни         | 29             | 1,2%     |

Рідною мовою назвали:
| Мова      | Кількість осіб | Відсоток |
| --------- | -------------- | -------- |
| угорська  | 2455           | 98,8%    |
| румунська | 29             | 1,2%     |